# Jaime Ballesteros Pulido
Jaime Ballesteros Pulido (Granada, 1932 - Madrid, 13 d'agost de 2015) fou un polític comunista espanyol, un dels líders del Partit Comunista d'Espanya (PCE) en la clandestinitat durant el franquisme i la Transició democràtica.
Membre del Partit Comunista des de la seva època d'estudiant de Dret a la Universitat Complutense de Madrid, així com a la de Granada i la de Sevilla, va ser un actiu membre de la direcció clandestina del PCE a l'interior. En finir els seus estudis va ser detingut a nombroses ocasions. Va arribar a ser empresonat per la seva militància política i va ser torturat. En obtenir la llibertat, va marxar a França i va tenir el seu primer contacte amb Santiago Carrillo, llavors secretari general del PCE, amb qui va travar una forta amistat. Va tornar a Espanya i es va incorporar en tots els òrgans de direcció comunista des de 1965 (Comitè Central, Comitè Executiu i Secretariat). Així es va conformar l'equip dirigent del PCE a Espanya amb Armando López Salinas, Simón Sánchez Montero, Francisco Romero Marín i ell mateix. Posteriors líders de l'esquerra espanyola es van integrar al partit de la seva mà, com Pilar Brabo o Enrique Curiel. En el període de Transició política, va tenir un paper fonamental en la comunicació entre el president del govern de llavors, Adolfo Suárez, i el mateix Carrillo a través de José Mario Armero. Va participar activament en la direcció política comunista fins al 1982, va ser elegit diputat al Congrés per la circumscripció de Granada a les eleccions generals de 1979. La derrota, amb una notable disminució d'escons del PCE, a les eleccions de 1982, el va fer distanciar de Carrillo i de tota la direcció, donant-se de baixa del PCE i passant a formar part del Partit Comunista dels Pobles d'Espanya, formació escindida sota la direcció d'Ignacio Gallego. Es va allunyar de l'activitat política, va fundar l'Editorial Ciencia Nueva i va dirigir una organització solidària que, segons les seves paraules, «ajuda als pobles immersos en conflictes armats aferrissats». També va treballar com a traductor i a diferents institucions culturals.